# Első Kallsberg-kormány

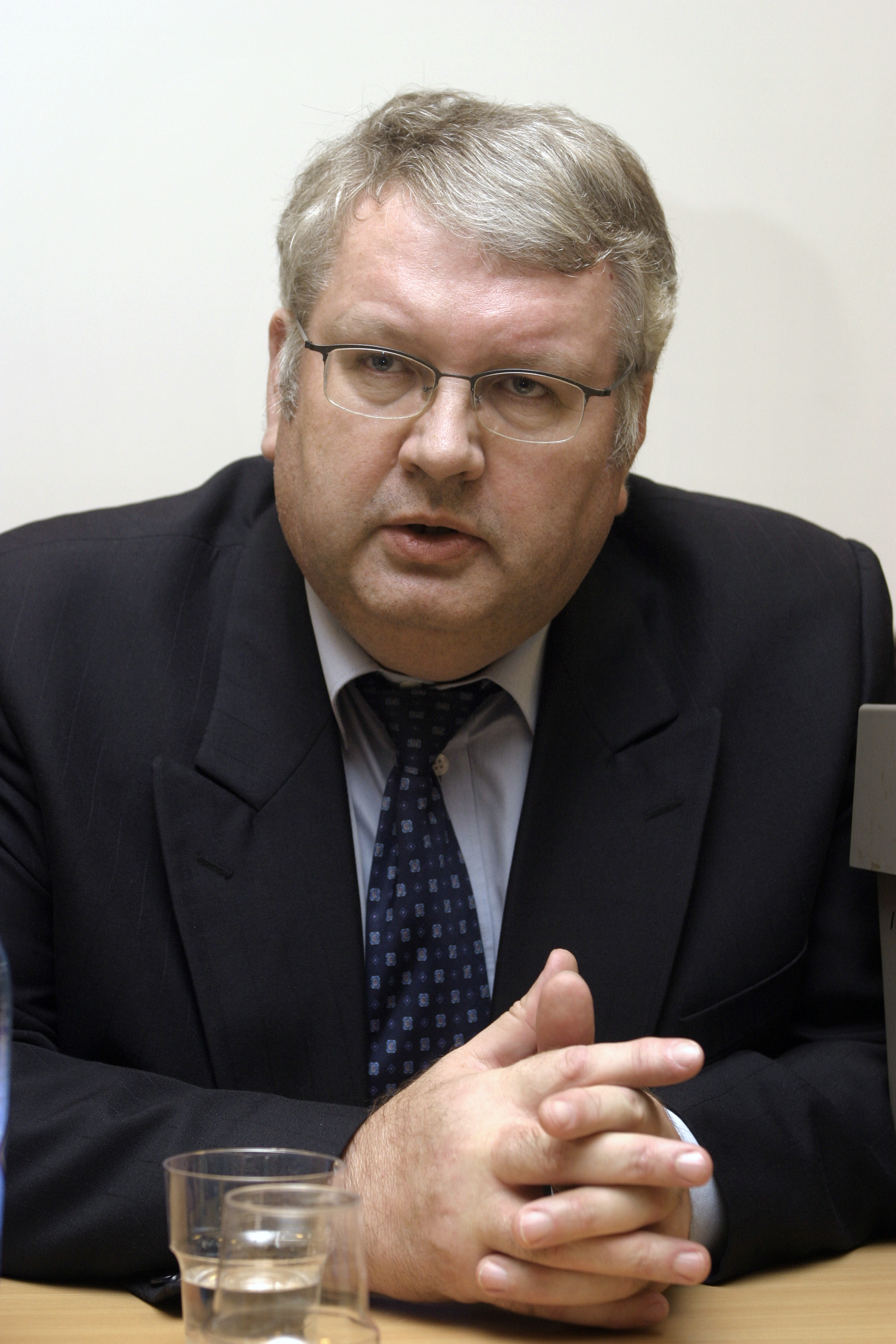
Anfinn Kallsberg

Az első Kallsberg-kormány Feröer kormánya volt 1998. május 15. és 2002. június 6. között. Anfinn Kallsberg (Fólkaflokkurin) miniszterelnök vezette, és a Fólkaflokkurin mellett a Tjóðveldisflokkurin és a Sjálvstýrisflokkurin adták a minisztereket. Høgni Hoydal miniszterelnök-helyettes vezette az autonómia- és igazságügyi tárcát, illetve ő felelt az Északi Tanáccsal való együttműködésért.

## Fordítás
- Ez a szócikk részben vagy egészben a Anfinn Kallsbergs første regjering című norvég Wikipédia-szócikk ezen változatának fordításán alapul.  Az eredeti cikk szerkesztőit annak laptörténete sorolja fel. Ez a jelzés csupán a megfogalmazás eredetét és a szerzői jogokat jelzi, nem szolgál a cikkben szereplő információk forrásmegjelöléseként.